# Schirmerweg 18 (München)

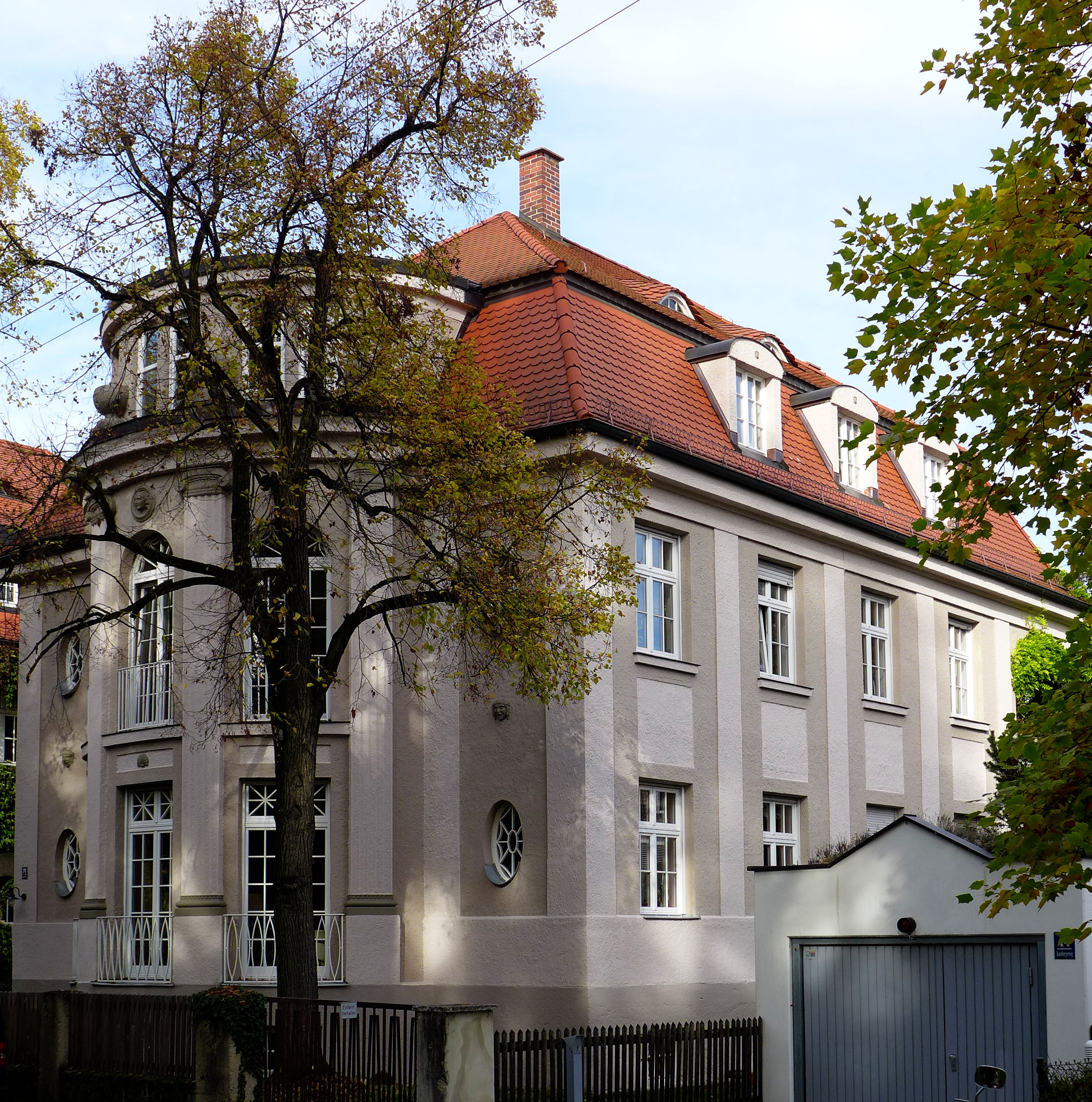
Haus Schirmerweg 18 im Stadtteil Obermenzing von München

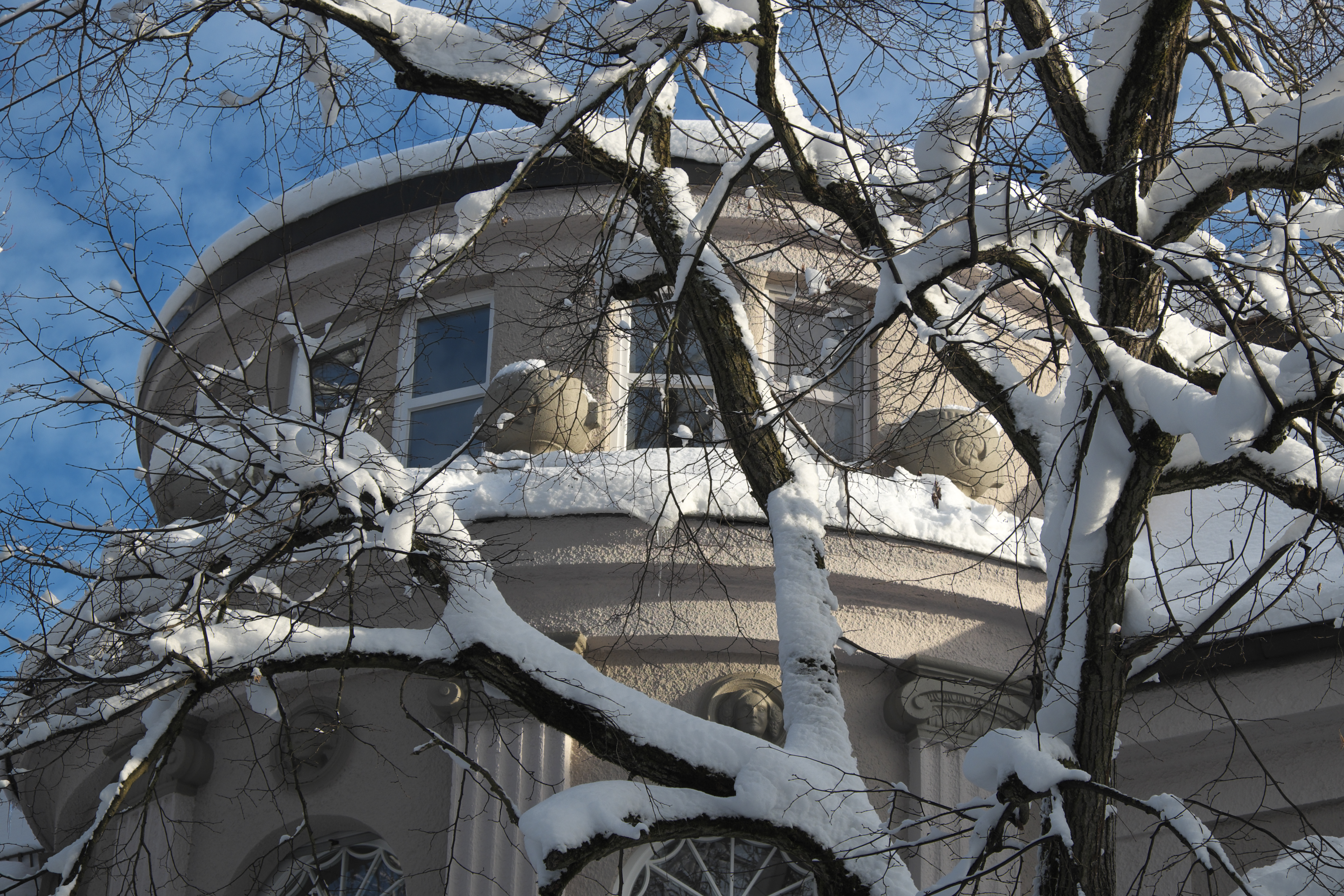
Dachaufbau

Das Gebäude Schirmerweg 18 im Stadtteil Obermenzing der bayerischen Landeshauptstadt München wurde 1912 errichtet. Die Villa ist ein geschütztes Baudenkmal.
Die klassizisierende Villa wurde 1912 von Hermann Lang errichtet. Sie bildet mit dem Haus Glasenbartlstraße 9 eine symmetrische Gruppe, die durch Säulenarkaden verbunden ist.